# 川連城
川連城（かわつれじょう/かわつらじょう）は、栃木県栃木市大平町川連から片柳町にかけてあった日本の城。戦国時代から安土桃山時代にかけて築かれた。

## 概要
応仁年間（1467年-1469年）に川連仲利によって築城され、東西180間（約327メートル）、南北260間（約473メートル）もの大規模城郭であったとされる。本丸は川連、北は片柳、西は永野川までで、大部分は片柳に属する。大手門は吉山（現在は川連の小字）に位置した。
皆川氏と佐野氏の領地が接する要所に位置したため、まず永禄6年（1563年）に皆川俊宗・広照親子によって占領され、次いで天正6年（1578年）には佐野氏麾下粟野城主平野大膳の部将・落合徳雲入道に攻められ、城主川連仲重の討死とともにその手に落ち、天正16年（1588年）には粟野落城に際して皆川氏の所有に戻るなど、争奪戦が多かった。天正18年（1590年）に皆川城が落ちると、それに伴って廃城となった。

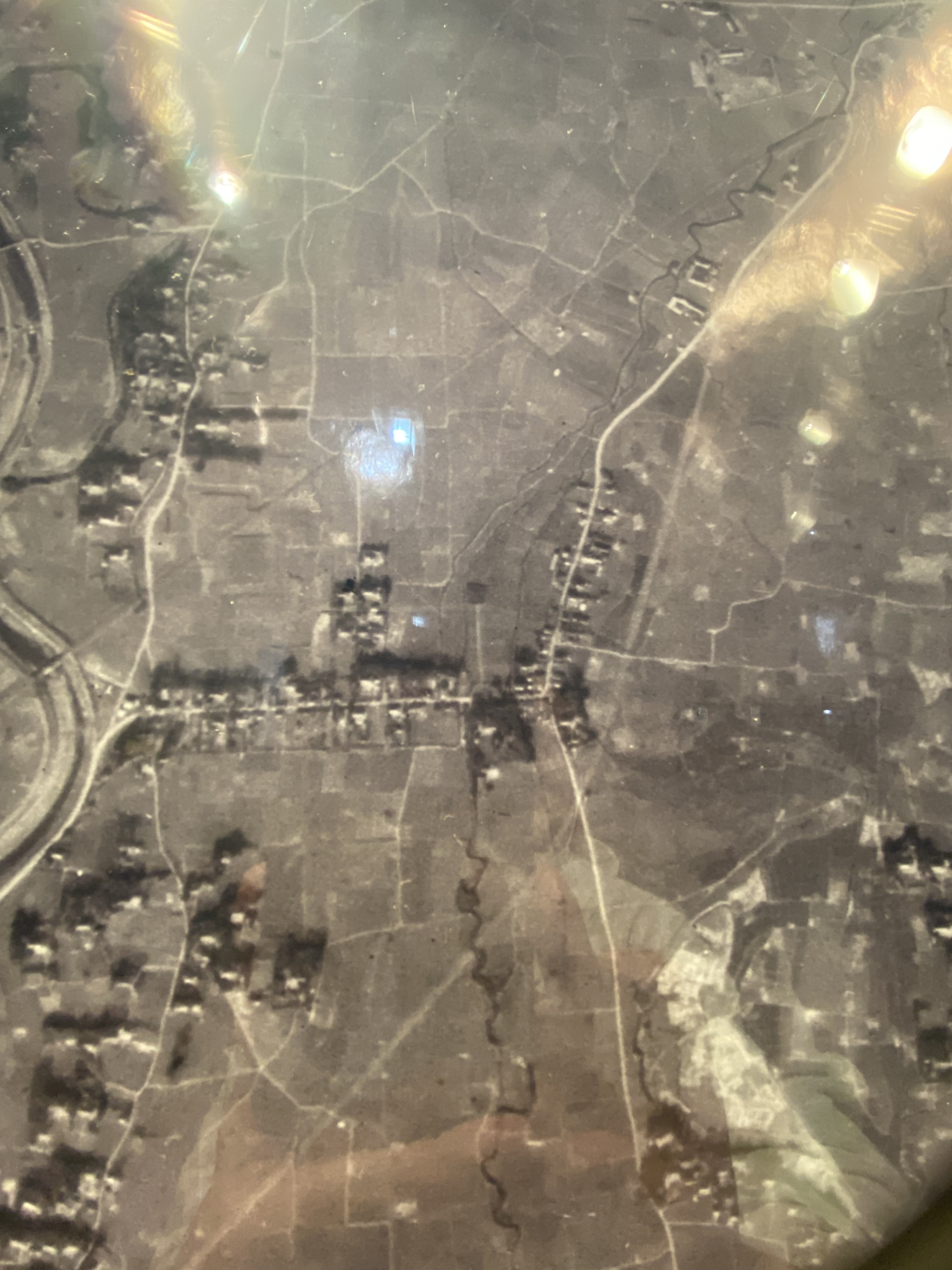
昭和22年頃米軍空撮とされる川連城跡。中央やや左上にバイパス工事前の川連城が確認できる。また東武線沿い南に本郭、二郭も確認できる。写真中央に東西に延びる建物群は川連宿（例幣使街道）

城の南側には村が形成され、江戸時代には日光例幣使街道の富田宿と栃木宿をつなぐ中継地点となった。
昭和年間に土地改良や栃木県道11号（例幣使街道）のバイパス工事などにより遺構は一部を除き喪失しているが、川連天満宮境内の土塁、本丸や北の丸の濠などが水田となって残っている。